# 언더아머
언더아머(영어: Under Armour)는 미국의 의류, 신발, 스포츠 용품 제조사로, 메릴랜드주 볼티모어에 본사가 있다. 1996년 메릴랜드 대학교의 미식축구 선수였던 케빈 플랭크가 설립했다. 미국의 스포츠 용품 회사. 1996년에 설립한 회사지만, 언더레이어 기능성 의류의 흥행으로 사세를 키운 후 적극적인 방송, 스포츠 스타 마케팅 등으로 신발 분야에서도 급성장해 북미 시장에서 나이키와 아디다스 다음 가는 스포츠 기업으로 성장했다. 2018년 결산 기준으로 총 수익 미화 52억 달러다.